# Oswald Schneider
Oswald Oskar Richard Schneider (* 2. Februar 1885 in Liegnitz; † 10. Februar 1965 in Bad Honnef) war ein deutscher Wirtschaftswissenschaftler, Diplomat und Hochschullehrer.

## Leben und Wirken
Er war der Sohn eines Gärtnereibesitzers. Nach dem Schulbesuch und einer Lehre zum Telegraphenarbeiter studierte Schneider ab 1906 Geschichte, Philosophie, Rechts- und Staatswissenschaften an der Friedrich-Wilhelms-Universität zu Berlin. Dort promovierte er 1910. Das Thema seiner Dissertation lautete Bismarck und die preußisch-deutsche Freihandelspolitik. 1913 ging er in den Staatsdienst und wurde im Auswärtigen Amt Referent in der Nachrichtenabteilung. 1916 wechselte er in die Presseabteilung, wo 1921 seine Ernennung zum Regierungsrat erfolgte. Im gleichen Jahr nahm er eine Lehrtätigkeit an der Universität Kiel auf und wurde dort 1922 Honorarprofessor für Finanzwissenschaft, Handelspolitik und Geschichte des Welthandels. 1926 wurde Schneider zum Ministerialdirektor und Leiter der Abteilung Personalwesen und Budget ernannt. Zwei Jahre später wechselte er mit seiner Ernennung zum ordentlichen Professor für Staatswissenschaften an die Universität Königsberg. Nach einem kurzen Intermezzo an der Universität Berlin verließ er 1930 das Auswärtige Amt und den Reichsdienst, um sich voll seiner Aufgabe als ordentlicher Professor an der Universität Königsberg und als geschäftsführender Direktor des Instituts für Ostdeutsche Wirtschaft zu widmen. Er war als Osteuropaspezialist bekannt.
Anfang Juni 1933 wurde Schneider aufgrund des neuen Beamtengesetzes vom Kultusminister Rust beurlaubt. Er wurde mehrfach inhaftiert und später mit 48 Jahren pensioniert. Bis zum Kriegsende lebte er, dem der Pass eingezogen worden war, zurückgezogen in Berlin. Im sowjetischen Sektor von Berlin erfolgte im Juli 1945 seine Ernennung zum ordentlichen Professor der Wirtschaftshochschule und 1946 zum Ordinarius der Volkswirtschaftslehre an der Humboldt-Universität zu Berlin und zum Direktor des Instituts für Finanzwesen.
1950 kehrte er der neugegründeten DDR den Rücken und siedelte in die Bundesrepublik nach Bonn über, wo er an der dortigen Universität eine Gastprofessur für Finanzwirtschaft fremder Staaten erhielt. 1962 wurde er emeritiert an der Universität Bonn. Seine Arbeitsgebiete waren die öffentlichen Finanzen und die Wirtschaftspolitik, später mit Schwerpunkt auf den Ländern Osteuropas. Schneider veröffentlichte unter anderem Bismarcks Wirtschafts- und Finanzpolitik (1912), Die Frage der wirtschaftlichen Unabhängigkeit Polens (1933) und Osteuropa und der deutsche Osten (1953). [Walter de Gruyter, 2008, S. 106]

## Werke (Auswahl)
- Bismarcks Wirtschafts- und Finanzpolitik. 1912.
- Die Frage der wirtschaftlichen Unabhängigkeit Polens. Eine wirtschaftspolitische Studie (Schriften des Instituts für Ostdeutsche Wirtschaft in Königsberg; N.F. 6). Königsberg 1933.
- Osteuropa und der deutsche Osten. 1953.